# Giovanni Grilli
Giovanni Grilli (* 7. November 1847 in Reggio nell’Emilia, Italien; † 25. November 1913 in Chur) war ein Schweizer Bauingenieur und Oberingenieur der Rhätischen Bahn (RhB).

## Leben
Giovanni Grilli wurde am 7. November 1847 im Reggio nell’Emilia (Italien) geboren. Als er sieben Jahre alt war, starb seine Mutter, und er kam zu seinen Grosseltern nach Zuoz, wo er die Volksschule besuchte. Danach trat er in die private Lehr- und Erziehungsanstalt der Gebrüder Bender in Weinheim im Großherzogtum Baden ein. Nach der Matura an der Kantonsschule Zürich absolvierte er von 1863 bis 1868 eine Ausbildung zum Bauingenieur am Eidgenössischen Polytechnikum, der heutigen ETH Zürich.
Nach Abschluss seiner Ausbildung arbeitete er bis 1870 in Pirmasens in Rheinbayern als Assistent des Bezirksbaumeisters. Danach arbeitete er von 1871 bis 1873 beim Bau der Ungarischen Ostbahn in Karlsburg, dem heutigen Alba Iulia, und Kronstadt, dem heutigen Brașov, in Siebenbürgen. 1873 kehrte er in die Schweiz zurück und arbeitete als Ingenieur bei der Schweizerischen Baugesellschaft der Jurabahn in Biel. Ab 1875 arbeitete er unter Friedrich Gustav Gränicher an der Projektierung der Bahnstrecke Genève–Annemasse.
Grilli kehrte in den Kanton Graubünden zurück, wo er für den Kanton arbeitete. Von 1867 bis 1877 arbeitete er als Bauingenieur an der Lukmanierstrasse, von 1878 bis 1879 an der Lugnezerstrasse und von 1808 bis 1882 an der Strasse Bonaduz–Versam–Ilanz. Von 1883 bis 1888 war Grilli Bezirksingenieur in Davos. Von 1888 bis 1890 war er Stadtingenieur in Chur. Von 1890 bis 1891 arbeitete er auf eigene Rechnung am Projekt der Albulabahn, für die er auch die Konzession erwarb. 1891 wurde Grilli Stellvertreter des Oberingenieurs des Kantons Graubünden, bevor er 1893 selbst dieses Amt übernahm, das er bis 1898 innehatte.
Ab 1898 war er für die Rhätische Bahn tätig, zunächst als Adjunkt des Oberingenieurs und ab 1903 als Betriebsoberingenieur. Diese Position hatte er bis zu seinem Tod 1913 inne.